# Morti nel 1989/Febbraio
| Questa pagina contiene informazioni ricavate automaticamente dalle voci biografiche con l'ausilio del template Bio e di un bot. L'aggiornamento è periodico e automatico e ricostruisce completamente la pagina. Se manca una persona in questa lista, sei pregato di non aggiungerla, ma accertati piuttosto che la sua voce biografica contenga il template Bio e che i dati anagrafici siano correttamente compilati. Se il template Bio manca, inseriscilo tu stesso o, in alternativa, metti l'avviso {{tmp\|Bio}} che ne segnala la mancanza. Se i dati riportati sono sbagliati, correggi direttamente la voce biografica; le modifiche saranno visibili in questa lista entro pochi giorni. Per chiarimenti vedi il progetto biografie. La lista contiene solo le 99 persone che sono citate nell'enciclopedia e per le quali è stato implementato correttamente il template Bio. Pagina aggiornata al 3 mar 2024. |

- 1º febbraio - Lev Kokorin, pallanuotista sovietico (n. 1918)
- 1º febbraio - Elaine de Kooning, pittrice e scultrice statunitense (n. 1918)
- 1º febbraio - Erik Persson, calciatore svedese (n. 1909)
- 2 febbraio - Archimede Nardi, calciatore italiano (n. 1916)
- 2 febbraio - Ondrej Nepela, pattinatore artistico su ghiaccio cecoslovacco (n. 1951)
- 2 febbraio - Isa Petrozzani, pittrice italiana (n. 1913)
- 2 febbraio - Walter M. Scott, scenografo statunitense (n. 1906)
- 3 febbraio - John Cassavetes, attore, regista e sceneggiatore statunitense (n. 1929)
- 3 febbraio - Lionel Newman, compositore statunitense (n. 1916)
- 4 febbraio - Thorkild Hansen, scrittore, esploratore e giornalista danese (n. 1927)
- 4 febbraio - Eitel Monaco, avvocato, dirigente pubblico e produttore cinematografico italiano (n. 1903)
- 4 febbraio - Grandizo Munis, politico e scrittore spagnolo (n. 1912)
- 5 febbraio - André Cheuva, calciatore francese (n. 1908)
- 5 febbraio - Pál Jávor, allenatore di calcio e calciatore ungherese (n. 1907)
- 5 febbraio - Ferenc Plemich, calciatore e allenatore di calcio ungherese (n. 1899)
- 5 febbraio - Joe Raposo, compositore e pianista statunitense (n. 1937)
- 5 febbraio - Adriano Soldini, scrittore e saggista svizzero (n. 1921)
- 5 febbraio - Oscar Supino, ingegnere, inventore e saggista italiano (n. 1898)
- 6 febbraio - André Cayatte, scrittore, giornalista e regista francese (n. 1909)
- 6 febbraio - Agustín Cotorruelo, economista, politico e dirigente sportivo spagnolo (n. 1925)
- 6 febbraio - Ron Field, regista teatrale e coreografo statunitense (n. 1933)
- 6 febbraio - Chris Gueffroy,  tedesco (n. 1968)
- 6 febbraio - King Tubby, produttore discografico giamaicano (n. 1941)
- 6 febbraio - Emanuela Savio, politica italiana (n. 1916)
- 6 febbraio - Aldo Trionfo, regista teatrale e attore teatrale italiano (n. 1921)
- 6 febbraio - Barbara Tuchman, scrittrice, giornalista e storica statunitense (n. 1912)
- 7 febbraio - Giorgio Petrocchi, critico letterario italiano (n. 1921)
- 7 febbraio - Giuseppe Puca, mafioso italiano (n. 1955)
- 7 febbraio - Gilbert Simondon, filosofo francese (n. 1924)
- 9 febbraio - Piero Rismondo, giornalista, scrittore e traduttore italiano (n. 1915)
- 9 febbraio - Carlo Sabattini, ambientalista italiano (n. 1928)
- 9 febbraio - Osamu Tezuka, fumettista, animatore e produttore televisivo giapponese (n. 1928)
- 11 febbraio - T. E. B. Clarke, sceneggiatore inglese (n. 1907)
- 11 febbraio - Leon Festinger, psicologo e sociologo statunitense (n. 1919)
- 11 febbraio - Shakhbut II bin Sultan Al Nahyan, sovrano (n. 1905)
- 12 febbraio - Thomas Bernhard, scrittore, drammaturgo e poeta austriaco (n. 1931)
- 12 febbraio - Maurice Cann, pilota motociclistico britannico (n. 1911)
- 12 febbraio - Attilio Dottesio, attore italiano (n. 1909)
- 13 febbraio - Suzanne Briet, bibliotecaria e scrittrice francese (n. 1894)
- 13 febbraio - Hans Hellmut Kirst, scrittore tedesco (n. 1914)
- 14 febbraio - James Bond, ornitologo statunitense (n. 1900)
- 14 febbraio - Domenico Cernecca, linguista italiano (n. 1914)
- 14 febbraio - Vincent Crane, tastierista britannico (n. 1943)
- 14 febbraio - Duncan Gregg, canottiere statunitense (n. 1910)
- 14 febbraio - Juan Marrero Pérez, calciatore spagnolo (n. 1905)
- 15 febbraio - Hüseyin Akbaş, lottatore turco (n. 1933)
- 15 febbraio - Antonio Garzoni Provenzani, canottiere italiano (n. 1906)
- 15 febbraio - Tina Pizzardo, matematica italiana (n. 1903)
- 15 febbraio - Benito Totti, pugile italiano (n. 1914)
- 15 febbraio - Aleksandr Travin, cestista sovietico (n. 1937)
- 16 febbraio - Carlotta di Sassonia-Altenburg, nobile tedesca (n. 1899)
- 16 febbraio - Mario Boella, ingegnere italiano (n. 1905)
- 16 febbraio - Francesco Colitto, avvocato e politico italiano (n. 1897)
- 16 febbraio - Arne Jørgensen, ginnasta danese (n. 1897)
- 17 febbraio - Lefty Gomez, giocatore di baseball statunitense (n. 1908)
- 17 febbraio - Guy Laroche, stilista francese (n. 1921)
- 17 febbraio - Hanne Sobek, calciatore e allenatore di calcio tedesco (n. 1900)
- 18 febbraio - Alfonso De Franciscis, archeologo italiano (n. 1915)
- 18 febbraio - Arturo Prestipino, violinista e compositore italiano (n. 1911)
- 19 febbraio - Aleksandr Ivanovič Medvedkin, regista cinematografico sovietico (n. 1900)
- 20 febbraio - Edmondo Bonansea, calciatore e allenatore di calcio italiano (n. 1917)
- 20 febbraio - Harold Christensen, ballerino e coreografo statunitense (n. 1904)
- 20 febbraio - John Harding, generale britannico (n. 1896)
- 20 febbraio - Erika Köth, soprano tedesco (n. 1925)
- 20 febbraio - Betty Mars, cantante e attrice francese (n. 1944)
- 20 febbraio - Manuel Rosas, calciatore messicano (n. 1912)
- 21 febbraio - Alex Thépot, calciatore francese (n. 1906)
- 22 febbraio - Tito Aprea, pianista, musicologo e compositore italiano (n. 1904)
- 22 febbraio - Giuseppe Catalfamo, filosofo e pedagogista italiano (n. 1921)
- 22 febbraio - Sándor Márai, scrittore e giornalista ungherese (n. 1900)
- 23 febbraio - Giuseppe Cerami, politico italiano (n. 1924)
- 23 febbraio - Berto Lardera, scultore italiano (n. 1911)
- 23 febbraio - Gino Meloni, pittore e scultore italiano (n. 1905)
- 24 febbraio - Joe Harvey, calciatore e allenatore di calcio inglese (n. 1918)
- 24 febbraio - William Thayer Tutt, dirigente sportivo e imprenditore statunitense (n. 1912)
- 24 febbraio - Joseph Trần Văn Thiện, vescovo cattolico vietnamita (n. 1908)
- 25 febbraio - Quirino Bezzi, scrittore italiano (n. 1914)
- 25 febbraio - Robert Foulk, attore statunitense (n. 1908)
- 25 febbraio - Jacobus Haring, compositore di scacchi olandese (n. 1913)
- 25 febbraio - Margo Lion, cantante, cabarettista e attrice francese (n. 1899)
- 25 febbraio - Mouloud Mammeri, scrittore, linguista e antropologo berbero (n. 1917)
- 26 febbraio - Roy Eldridge, trombettista statunitense (n. 1911)
- 26 febbraio - Hans Klüver, compositore di scacchi tedesco (n. 1901)
- 26 febbraio - Éloi Meulenberg, ciclista su strada belga (n. 1912)
- 27 febbraio - Paul Oswald Ahnert, astronomo tedesco (n. 1897)
- 27 febbraio - Tina Allori, cantante italiana (n. 1924)
- 27 febbraio - Göran Larsson, nuotatore svedese (n. 1932)
- 27 febbraio - Konrad Lorenz, zoologo e etologo austriaco (n. 1903)
- 27 febbraio - Ambrogio Marchioni, arcivescovo cattolico e diplomatico italiano (n. 1911)
- 27 febbraio - Bas Paauwe, calciatore olandese (n. 1911)
- 27 febbraio - Boris Skosyrev, avventuriero russo (n. 1896)
- 27 febbraio - Virgilio Titone, storico, scrittore e critico letterario italiano (n. 1905)
- 28 febbraio - Tirumalai Krishnamacharya, insegnante indiano (n. 1888)
- 28 febbraio - Bernard Brodie, chimico inglese (n. 1907)
- 28 febbraio - Aurélio Buarque de Holanda Ferreira, lessicografo, linguista e traduttore brasiliano (n. 1910)
- 28 febbraio - Hermann Burger, scrittore svizzero (n. 1942)
- 28 febbraio - Josef Epp, calciatore e allenatore di calcio austriaco (n. 1920)
- 28 febbraio - Mario Nigro, giurista italiano (n. 1912)
- 28 febbraio - Pak Se-yong, poeta e politico nordcoreano (n. 1902)